# Дубовский, Константин Николаевич
Константин Николаевич Дубовский (16 марта 1923 год, деревня Иканы — 2007 год) — директор Минской птицефабрики имени Н. К. Крупской, Минская область, Белорусская ССР. Герой Социалистического Труда (1971). Лауреат Государственной премии ССР (1981). Лауреат премии Совета Министров СССР. Заслуженный механизатор Белорусской ССР (1969). Заслуженный работник промышленности Белоруссии.

## Биография
Родился в 18 марта 1923 года в крестьянской семье в деревне Иканы (сегодня — Борисовский район, Минская область). После оккупации Белоруссии участвовал в партизанском движении. В 1943 году призван на фронт. При освобождении Вильнюса получил ранение. Окончил войну в Восточной Пруссии.
После демобилизации работал водителем в Минске. Без отрыва от производства окончил Бобруйский автотракторный техникум. В 1950 году вступил в КПСС. Окончил Северо-Западный политехнический институт в Ленинграде (1958). Трудился мастером одного из цехов гаража Совета Министров Белорусской ССР. После объединения мастерских был назначен начальником моторно-механического цеха гаража. Позднее был назначен инструктором, заместителем председателя, председателем райисполкома, начальником производственного колхозно-совхозного управления. Потом трудился механиком на Минской птицефабрике имени Крупской. В 1964 году назначен её директором.
Вывел птицефабрику из числа отстающих с задолженностью перед государством в передовые предприятия Белоруссии. В 1965 году фабрика выполнила план. В 1971 году фабрика производила продукцию в три с половиной раза больше, чем в 1965 году. В 1971 году фабрика была награждена Орденом Ленина. Указом Президиума Верховного Совета СССР от 8 апреля 1971 года за выдающиеся успехи, достигнутые в развитии сельскохозяйственного производства и выполнении пятилетнего плана продажи государству продуктов земледелия и животноводства удостоен звания Героя Социалистического Труда с вручением ордена Ленина и золотой медали «Серп и Молот».
В 1971 году назначен генеральным директором Минского производственного объединения по птицеводству, которое объединяло Минскую птицефабрику и другие шесть птицеводческих предприятий.
В 1981 году награждён Государственной премией СССР в области науки и техники
С середины 90-х годов — директор акционерного общества «Приорбанк».
Скончался в 2007 году.
На доме в Минске, где жил Дубовский установлена мемориальная доска.